# Villodrigo
Villodrigo település Spanyolországban, Palencia tartományban.  Lakosainak száma 96 fő (2024).

## Népesség
A település népessége az elmúlt években az alábbi módon változott:
| Lakosok száma | 121  | 128  | 123  | 141  | 135  | 124  | 115  | 114  | 100  | 96   |
|               | 2001 | 2004 | 2007 | 2009 | 2012 | 2014 | 2017 | 2019 | 2022 | 2024 |